# Kisaki Kyōiku kara Nigetai Watashi
Kisaki Kyōiku kara Nigetai Watashi (妃教育から逃げたい私?) es una serie de novelas ligeras japonesas escritas por Izumi Sawano e ilustradas por Miru Yumesaki. Se publicó por entregas en línea desde agosto de 2018 hasta mayo de 2019 en el sitio web de publicación de novelas generadas por usuarios Shōsetsuka ni Narō. Posteriormente, Shufu lo adquirió a Seikatsu Sha, quienes publicaron dos volúmenes entre abril de 2019 y marzo de 2020 bajo PASH!. 
Una adaptación a manga con arte de Uri Sugata ha sido serializada en línea a través de Shufu en PASH UP! de Seikatsu Sha. sitio web desde marzo de 2020 y se ha recopilado en cinco volúmenes de tankōbon. Tanto la novela ligera como el manga tienen licencia en Norteamérica de J-Novel Club. Una adaptación de la serie de televisión de anime producida por EMT Squared se emitió en enero a marzo de 2025.

## Sinopsis
Letty está comprometida involuntariamente con el príncipe Clark; habiendo odiado la última década de su vida siendo obligada a recibir entrenamiento de Reina Consorte. Cuando parece que está teniendo una aventura en el baile, Letty le dice muy verbalmente que disfrute de su nueva vida y se dirige al campo en busca de una vida sencilla. Desafortunadamente, el Príncipe tiene una obsesión psicótica con ella; ignorando constantemente el rotundo rechazo de Letty hacia él. Para empeorar las cosas, todo el mundo sólo considera el amor no correspondido del príncipe; ignorando completamente el aporte de Letty

## Personajes
Letty
 Seiyū: Haruka Shiraishi
La dama atrapada en su propio infierno personal. Letty ha sido moldeada por la década de resentimiento que ha vivido al estar comprometida con el Príncipe, porque todas las lecciones que ha soportado han sido terriblemente inútiles. Intenta romper el compromiso e incluso huir del país, pero el príncipe la secuestra y la encarcela.
Príncipe Clark
 Seiyū: Jun Fukuyama
Él es un desquiciado que se enamoró de Letty a primera vista en un encuentro y forzó su compromiso. No tenía idea de que ella lo ODIABA y lo ignoró con amargura por ello. Clarke se niega obstinadamente a aceptar que Letty no quiera casarse con él debido a que esta enfermo de la cabeza y está tratando de usar el síndrome de Estocolmo para que acepte.
Nadir (ナディル Nadiru?)
 Seiyū: Wataru Hatano
Brianna (ブリアナ Buriana?)
 Seiyū: Yuka Saitō
Louis (ルイ Rui?)
 Seiyū: Shun Horie
Lyle (ライル Rairu?)
 Seiyū: Shun'ichi Toki
Lily (リリー Rirī?)
 Seiyū: Mie Sonozaki
Maria (マリア?)
 Seiyū: Rie Suegara

## Contenido de la obra

### Novela ligera
La novela fue escrito por Izumi Sawano, Kisaki Kyōiku kara Nigetai Watashi se publicó por entregas en línea en el sitio web de publicación de novelas generadas por usuarios Shōsetsuka ni Narō del 12 de agosto de 2018 al 11 de mayo de 2019. Posteriormente fue adquirido por Shufu a Seikatsu Sha, quien publicó dos volúmenes con ilustraciones de Miru Yumesaki entre el 26 de abril de 2019 y el 27 de marzo de 2020, bajo PASH! Books con su huella de novela ligera.
Durante su panel Anime Expo 2023, J-Novel Club anunció que obtuvieron la licencia de las novelas ligeras para su publicación en inglés.
| Volúmenes de novelas ligeras publicadas | Volúmenes de novelas ligeras publicadas | Volúmenes de novelas ligeras publicadas |
| Número                                  | Fecha de lanzamiento                    | ISBN                                    |
| --------------------------------------- | --------------------------------------- | --------------------------------------- |
| 1                                       | 26 de abril de 2019                     | ISBN 978-4-391-15322-4                  |
| 2                                       | 27 de marzo de 2020                     | ISBN 978-4-391-15463-4                  |

### Manga
Una adaptación a manga ilustrada por Uri Sugata comenzó a serializarse en Shufu para su sitio web PASH UP! el 25 de marzo de 2020. Sus capítulos se han recopilado en cinco volúmenes a noviembre de 2023.
| Volúmenes de manga publicados | Volúmenes de manga publicados | Volúmenes de manga publicados |
| Número                        | Fecha de lanzamiento          | ISBN                          |
| ----------------------------- | ----------------------------- | ----------------------------- |
| 1                             | 27 de noviembre de 2020       | ISBN 978-4-391-15532-7        |
| 2                             | 7 de mayo de 2021             | ISBN 978-4-391-15600-3        |
| 3                             | 4 de marzo de 2022            | ISBN 978-4-391-15733-8        |
| 4                             | 2 de mayo de 2023             | ISBN 978-4-391-15955-4        |

### Anime
El 2 de noviembre de 2023 se anunció una adaptación de la serie de televisión de anime. La serie está producida por EMT Squared y dirigida por Shinobu Tagashira, con Tomoco Kanemaki escribiendo los guiones de la serie y Tagashira diseñando los personajes. La serie se emitió del 5 de enero al 23 de marzo de 2025 en Tokyo MX y otras cadenas. El tema de apertura es "Kimi to Shika Koi Shinai" de Jun Fukuyama, mientras que el tema de cierre es "Alibi na Courtesy" de DIALOGUE+. Crunchyroll obtuvo la licencia de la serie fuera de Asia. Muse Communication obtuvo la licencia de la serie en el sudeste asiático.

## Recepción
En noviembre de 2023, la serie tiene 1,2 millones de copias en circulación.